# Mandriva Linux
Mandriva Linux (произносится «мандри́ва ли́нукс») (ранее Mandrakelinux («мандрэйкли́нукс») или Mandrake Linux («мандрэ́йк ли́нукс»)) — дистрибутив Linux, который разрабатывался и выпускался с 1998 по 2012 год французской компанией Mandriva (ранее называвшейся Mandrakesoft). Изначально основан на дистрибутиве Red Hat Linux.

## Название
Изначально дистрибутив назывался Mandrake Linux. 24 февраля 2005 года компания Mandrakesoft купила бразильского распространителя Linux, компанию Conectiva, и, 7 апреля 2005 года, сменила название на Mandriva. Одна из причин смены названия — затянувшееся судебное разбирательство с корпорацией Hearst Corporation, являющейся владельцем прав на популярного персонажа комиксов Mandrake the Magician.

## Особенности
В дистрибутив входит уникальная утилита — drakxtools, позволяющая полностью настроить систему, а также собственный менеджер пакетов, целью создания которого было желание добавить в rpm автоматическую закачку и установку зависимостей.
В качестве рабочих окружений используются KDE и GNOME. Имеется версия дистрибутива, распространяемая на LiveUSB.

## История разработки
Первый релиз Mandrake Linux состоялся в июле 1998 года и носил номер 5.1, что соответствовало номеру версии Red Hat Linux, на основе которого и был создан Mandrake. Основное отличие от оригинала на тот момент — средой рабочего стола по умолчанию являлся KDE, распространявшийся в то время по несвободной лицензии. В состав дистрибутива были включены оригинальные графические утилиты для настройки системы, и упрощён процесс инсталляции.
Версия 7.0 имела графическую программу установки, использовала систему управления пакетами urpmi и была переведена на несколько языков, включая азиатские.
15 марта 2006 года Гаэль Дюваль и ещё ряд разработчиков дистрибутива Mandriva Linux были уволены. Генеральным директором компании стал Франсуа Бонсильон (франц. François Bancilhon). Проработав на этом посту два с половиной года, Бонсильон был замещён 4 ноября 2008 года новым генеральным директором Эрве Яхи (франц. Hervé Yahi). После этого в Mandriva последовала череда увольнений некоторых сотрудников. Под сокращение попал Адам Вильямсон (Adam Williamson), чьё увольнение вызвало негодование среди сообщества пользователей Mandriva Linux. Столь бурная реакция была вызвана тем, что Вильямсон являлся неофициальным главой сообщества Mandriva Linux. В результате, новому исполнительному директору компании было составлено открытое письмо, в котором просилось пересмотреть решение об увольнении Вильямсона. На официальном блоге Mandriva Архивная копия от 16 декабря 2008 на Wayback Machine Яхи разъяснил позицию компании.
Очередной релиз Mandriva выходил каждые 6 месяцев, хотя компанией и была предпринята попытка перейти на годовой цикл разработки в 2006—2007 гг. Было объявлено, что начиная с релиза 2011, который потом вышел 28 августа 2011 года, Mandriva переходит на годовой цикл разработки. Это был последний дистрибутив. Обсуждался вопрос о запуске процедуры банкротства фирмы в 2012 году.
Работа над Mandriva в конце 2012 года была приостановлена. Объявлено о доступности альфа-версии дистрибутива OpenMandriva Lx 2013.0.

### История выпусков
| Версия | Кодовое имя                | Дата выпуска            |
| ------ | -------------------------- | ----------------------- |
| 5.1    | Venice                     | 23 июля 1998            |
| 5.2    | Leeloo                     | 1 декабря 1998          |
| 5.3    | Festen                     | 11 февраля 1999         |
| 6      | Venus                      | 27 мая 1999             |
| 6.1    | Helios                     | 17 сентября 1999        |
| 7      | Air                        | 14 января 2000          |
| 7.1    | Helium                     | 13 июня 2000            |
| 7.2    | Odyssey                    | 30 октября 2000         |
| 8      | Traktopel                  | 19 апреля 2001          |
| 8.1    | Vitamin                    | 27 сентября 2001        |
| 8.2    | Bluebird                   | 18 марта 2002           |
| 9      | Dolphin                    | 25 сентября 2002        |
| 9.1    | Bamboo                     | 25 марта 2003           |
| 9.2    | Fivestar                   | 14 октября 2003         |
| 10     | Official                   | 4 марта 2004            |
| 10.1   | Official                   | 27 октября 2004         |
| 10.2   | Limited Edition 2005       | 14 апреля 2005          |
| 2006   | Mandriva Linux 2006        | 6 октября 2005          |
| 2007   | Mandriva Linux 2007        | 3 октября 2006          |
| 2007.1 | Mandriva Linux 2007 Spring | 18 апреля 2007          |
| 2008   | Mandriva Linux 2008        | 5 октября 2007          |
| 2008.1 | Mandriva Linux 2008 Spring | 9 апреля 2008           |
| 2009   | Zarapha                    | 9 октября 2008          |
| 2009.1 | Pauillac                   | 29 апреля 2009          |
| 2010   | Adelie                     | 3 ноября 2009           |
| 2010.1 | Farman                     | 8 июля 2010             |
| 2010.2 | Henry_Farman               | 23 декабря 2010         |
| 2011.0 | Hydrogen                   | 28 августа 2011         |
| 2012.0 | Bernie Lomax               | 6 ноября 2012 (Alpha 2) |

## Банкротство
По словам Арно Лапрево (Arnaud Laprévote), руководителя компании Mandriva, по состоянию на июль 2010 года компания потеряла около 30 миллионов евро. Была высока вероятность того, что 16 января 2012 произойдёт запуск процедуры банкротства фирмы.
Тем не менее, банкротство Mandriva в январе 2012 года так и не состоялось. 27 мая 2015 года было официально объявлено о ликвидации компании Mandriva. Причиной ухода с рынка стала нехватка финансов.

## Лаборатория разработки Monbo-Labs
16 января 2008 года Mandriva и японский Linux-вендор Turbolinux заявили о начале сотрудничества и создании совместной лаборатории разработки Monbo-Labs. Monbo-Labs организована с целью объединения ресурсов и технологий для реализации базовой системы в каждом из этих Linux-дистрибутивов. Согласно заявлению Mandriva, новая версия дистрибутива Mandriva Linux 2008.1 Spring, которая вышла весной 2008 года, будет использовать результаты работы Monbo-Labs.

## Распространение
Для скачивания с FTP-сервера доступны как свободная от проприетарного кода версия (Mandriva Linux Free), так и включающая его (LiveCD Mandriva Linux One).
Корпоративная версия Mandriva Linux Powerpack, включающая коммерческие программы и модули, доступна за плату.
Также есть версия, предустановленная на флеш-диск (Mandriva Linux Flash).

## Mageia
В сентябре 2010 года компания Mandriva в связи с финансовыми трудностями ликвидировала своё подразделение Edge-IT, в результате чего было уволено большинство разработчиков дистрибутива Mandriva Linux. В результате обсуждений бывшие сотрудники приняли решение заняться разработкой форка Mageia.

## OpenMandriva
Руководитель французской компании Mandriva, объявил о принятии решения по передаче полномочий по управлению разработкой дистрибутива Mandriva Linux отдельной независимой организации.
6 месяцев проходила процедура официальной регистрации в регулирующих органах Франции некоммерческой организации «OpenMandriva Association», которая теперь управляет разработкой и курирует развитие дистрибутива, образованного после передачи Mandriva Linux в руки сообщества.
В декабре 2012 года ассоциация была основана.
Первой версией OpenMandriva Lx была 2013.0 «Oxygen», которая вышла 22 ноября 2013 года.

## Интересные факты
- В октябре 2007 года Mandriva Linux был признан «Продуктом Года» в номинации Linux-решения на выставке Softool[68].
- После увольнения 15 марта 2006 года Гаэль Дюваль и ещё 18 разработчиков были лишены пожизненного членства в «Клубе Mandriva».

## Скриншоты

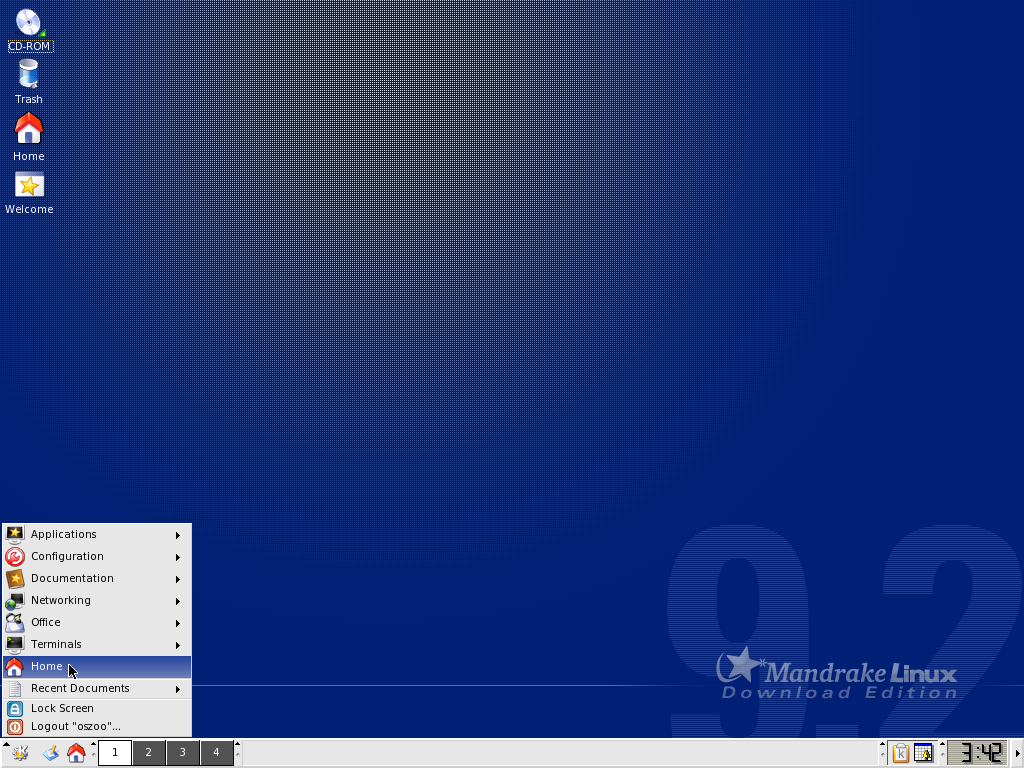
Mandrake Linux 9.2
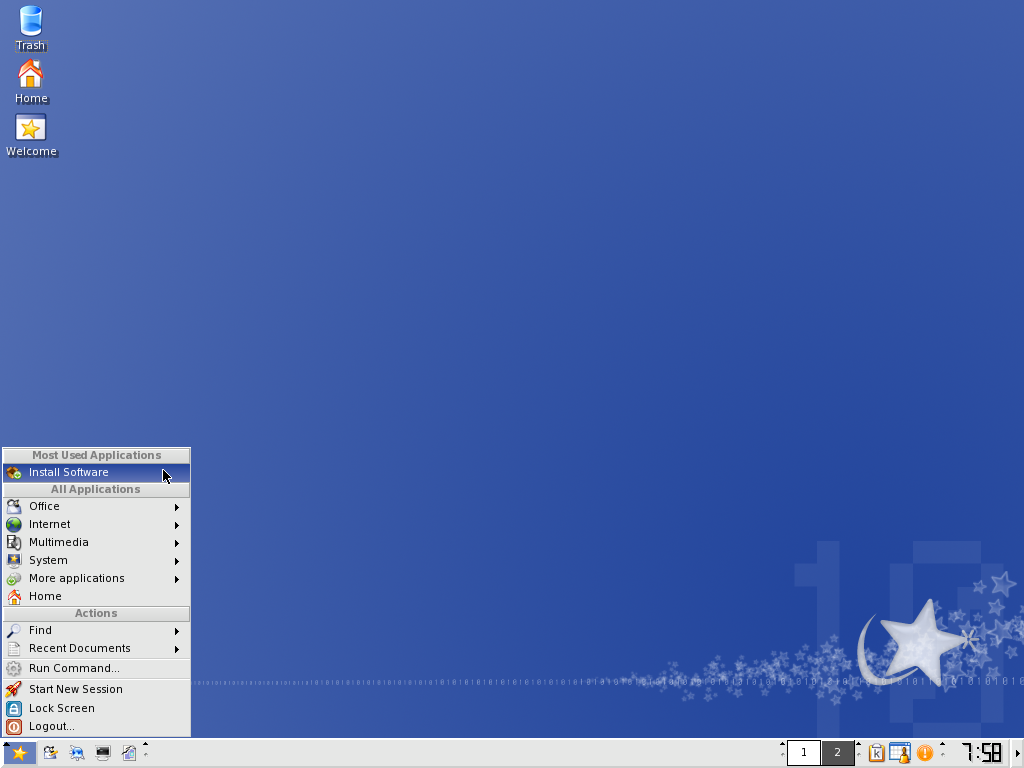
Mandrake Linux 10.0
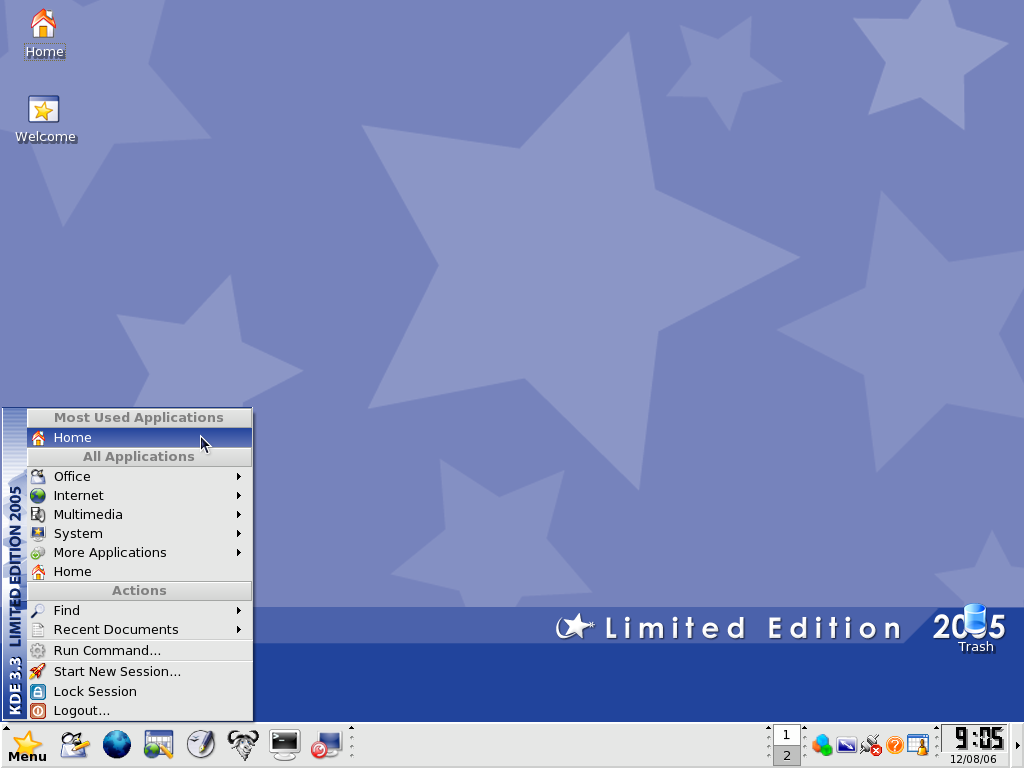
Mandriva Linux 2005 Limited Edition
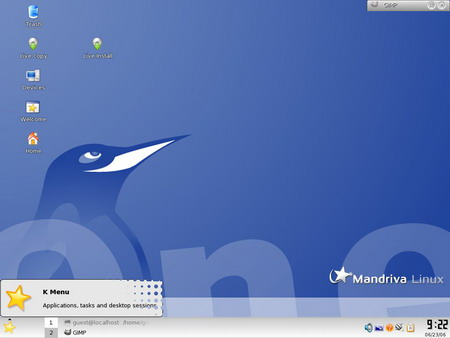
Mandriva Linux 2006.0
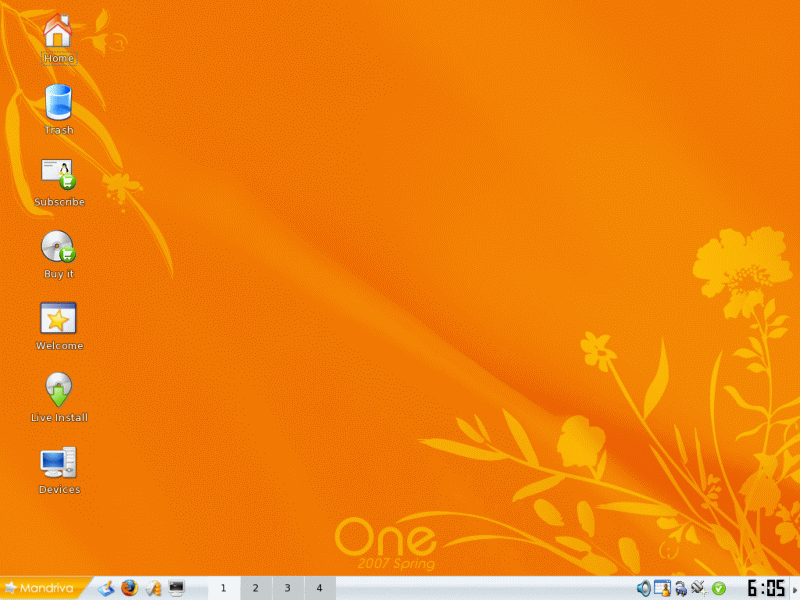
Mandriva Linux 2007.0
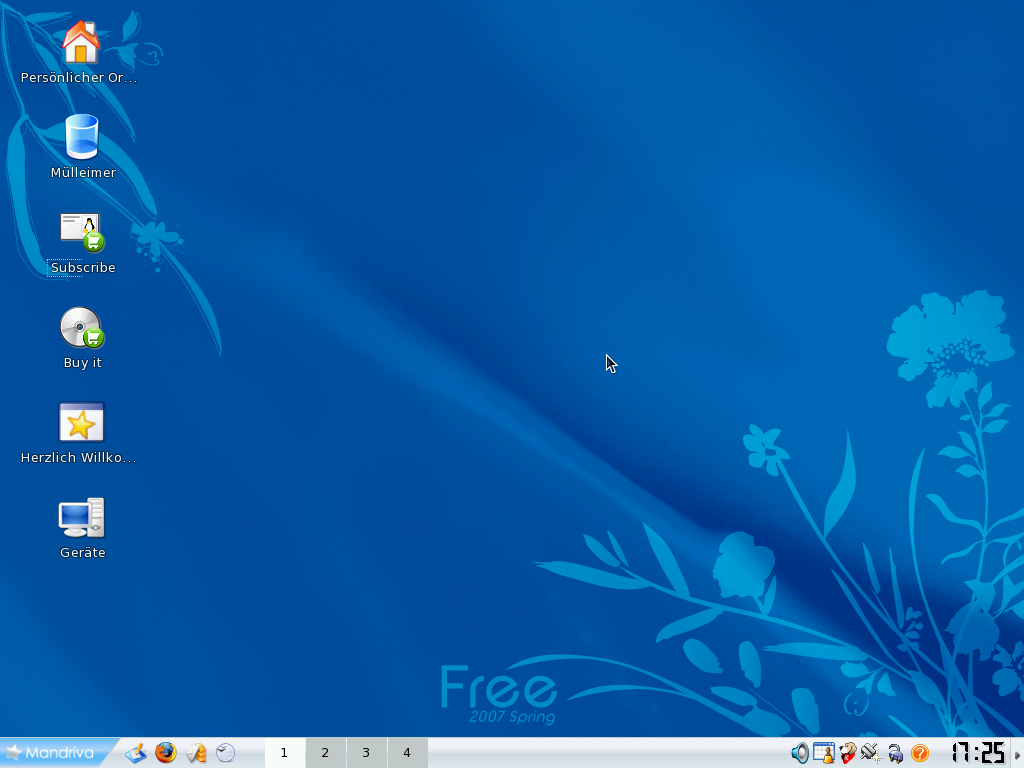
Mandriva Linux 2007.1 (2007 Spring)
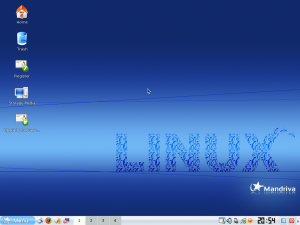
Mandriva Linux 2008.0
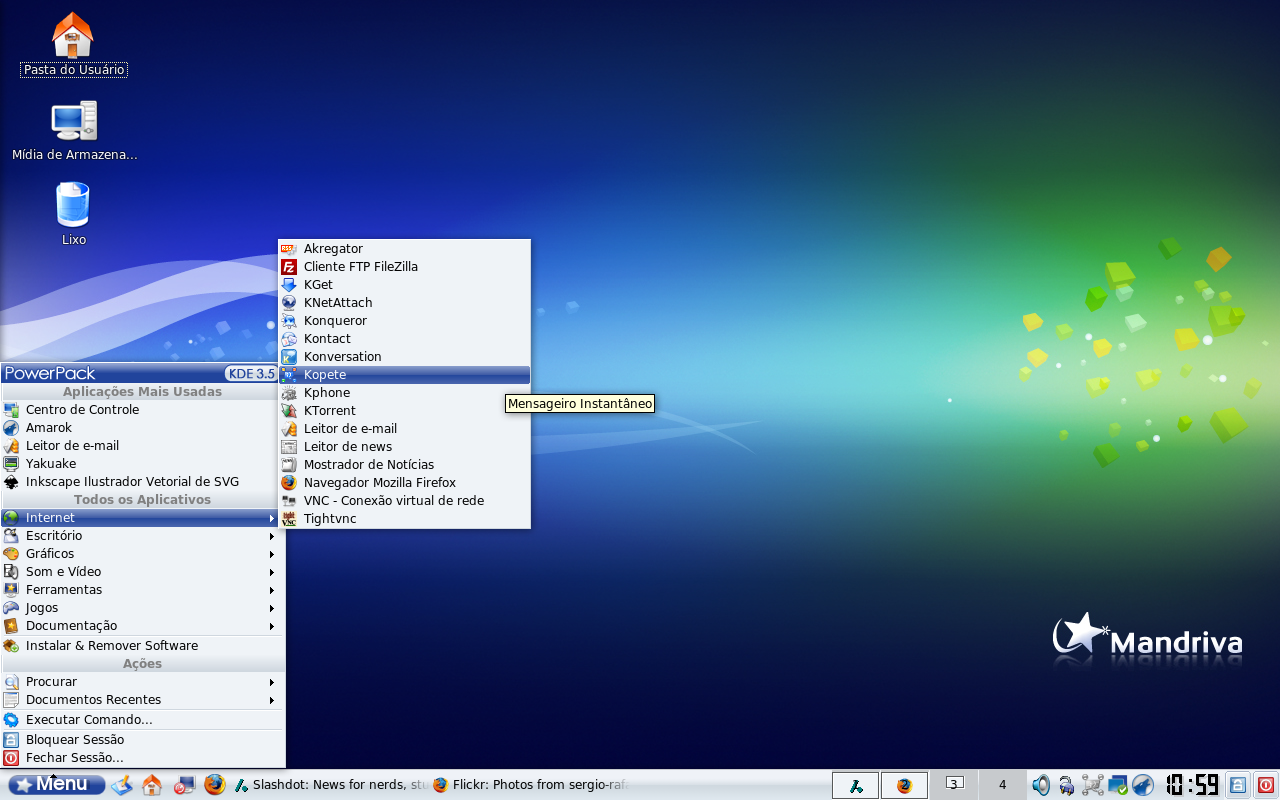
Mandriva Linux 2008.1 (2008 Spring)
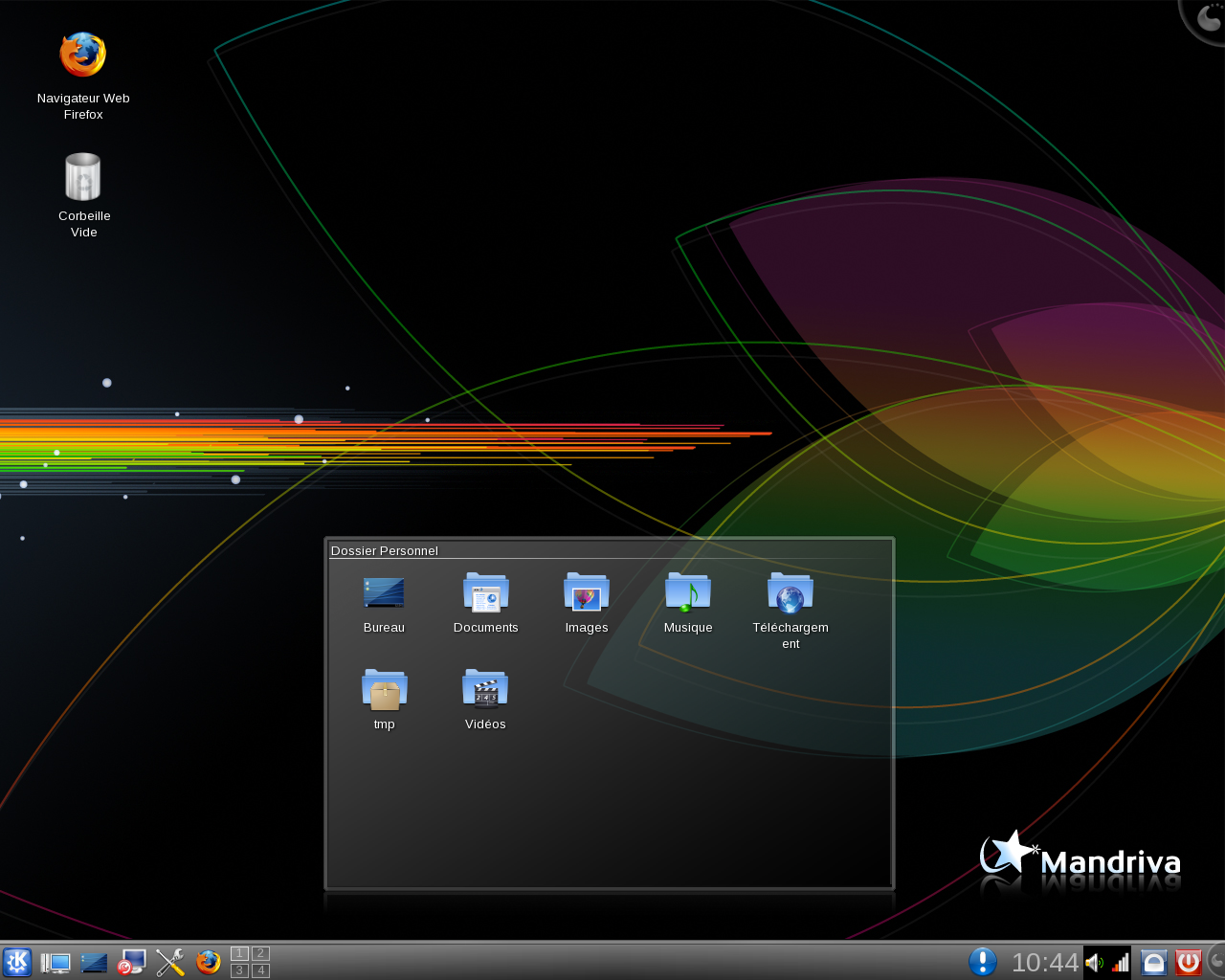
Mandriva Linux 2009.0
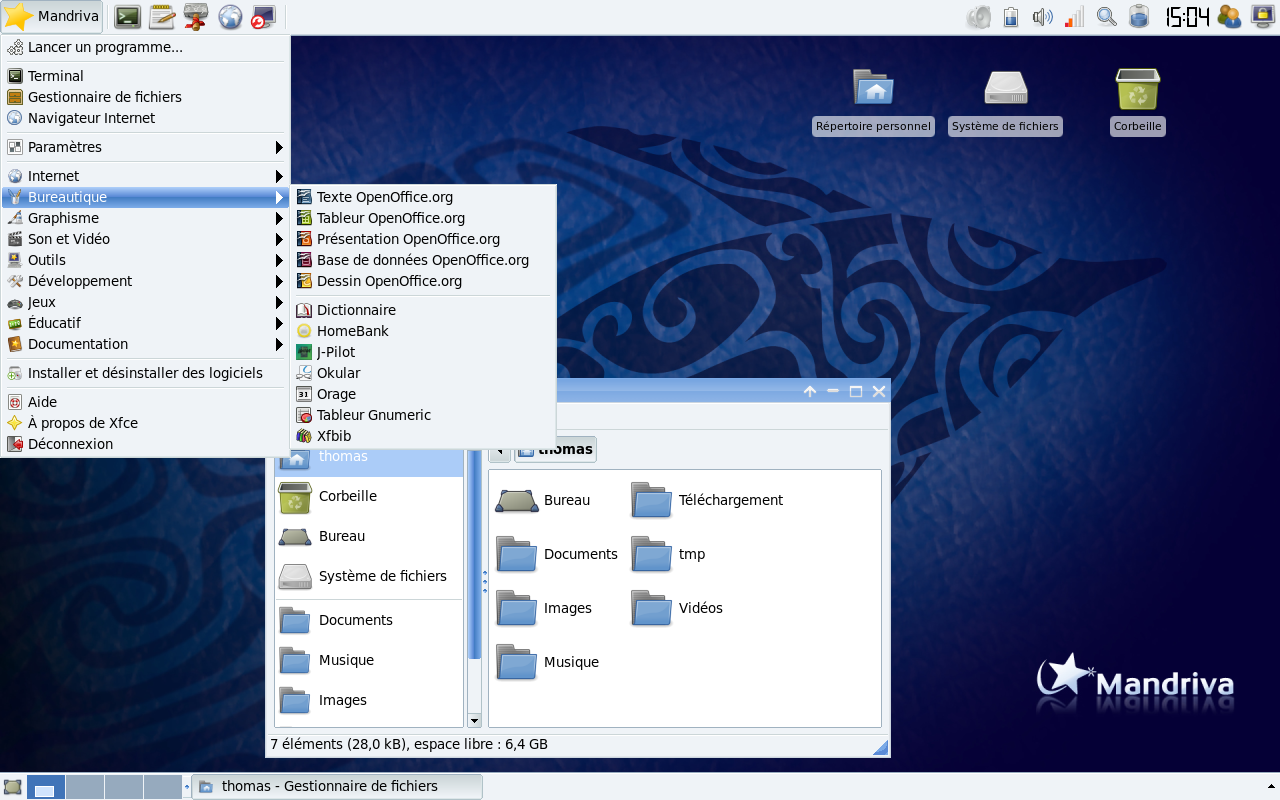
Mandriva Linux 2009.1 (2009 Spring) с графической оболочкой XFCE
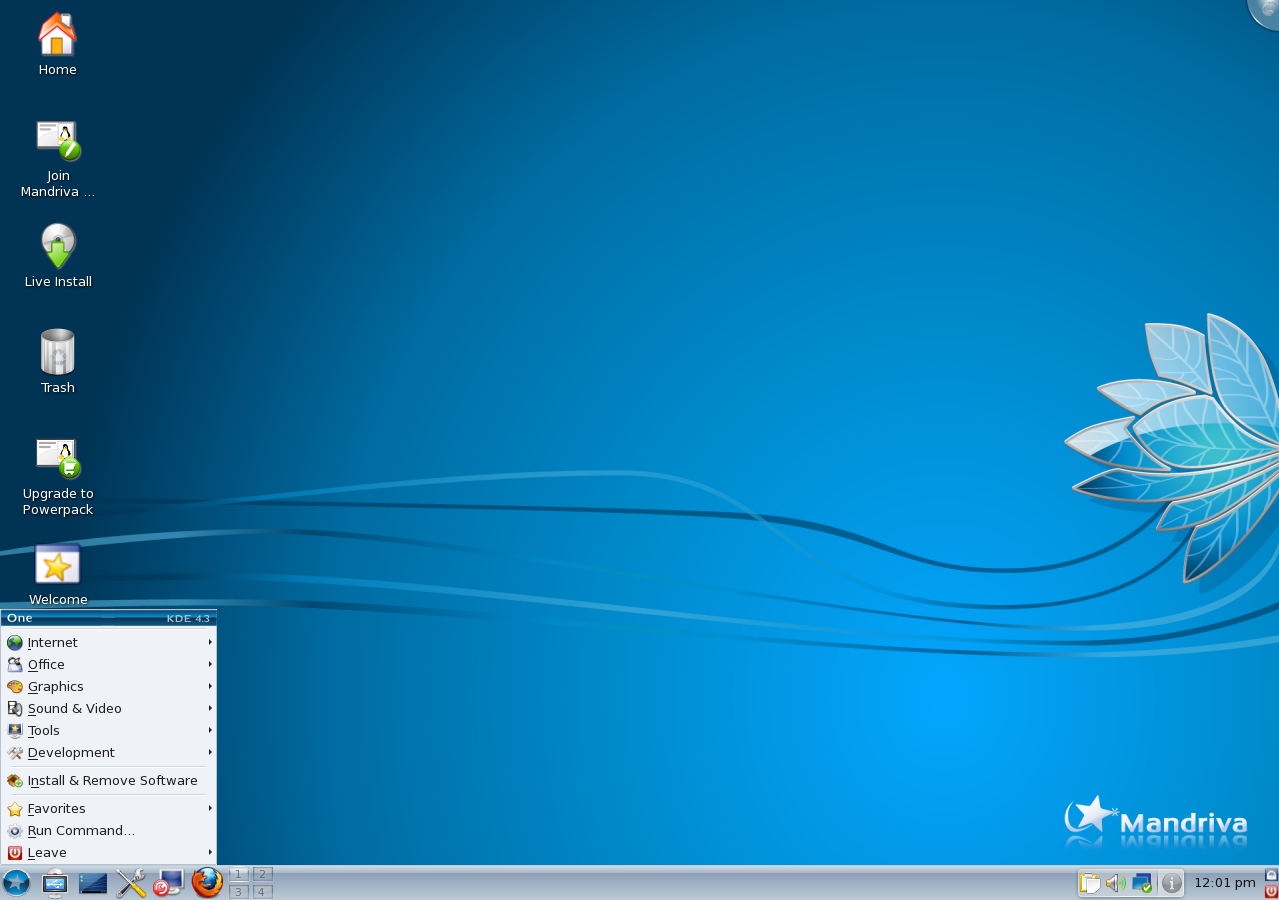
Mandriva Linux 2010.0
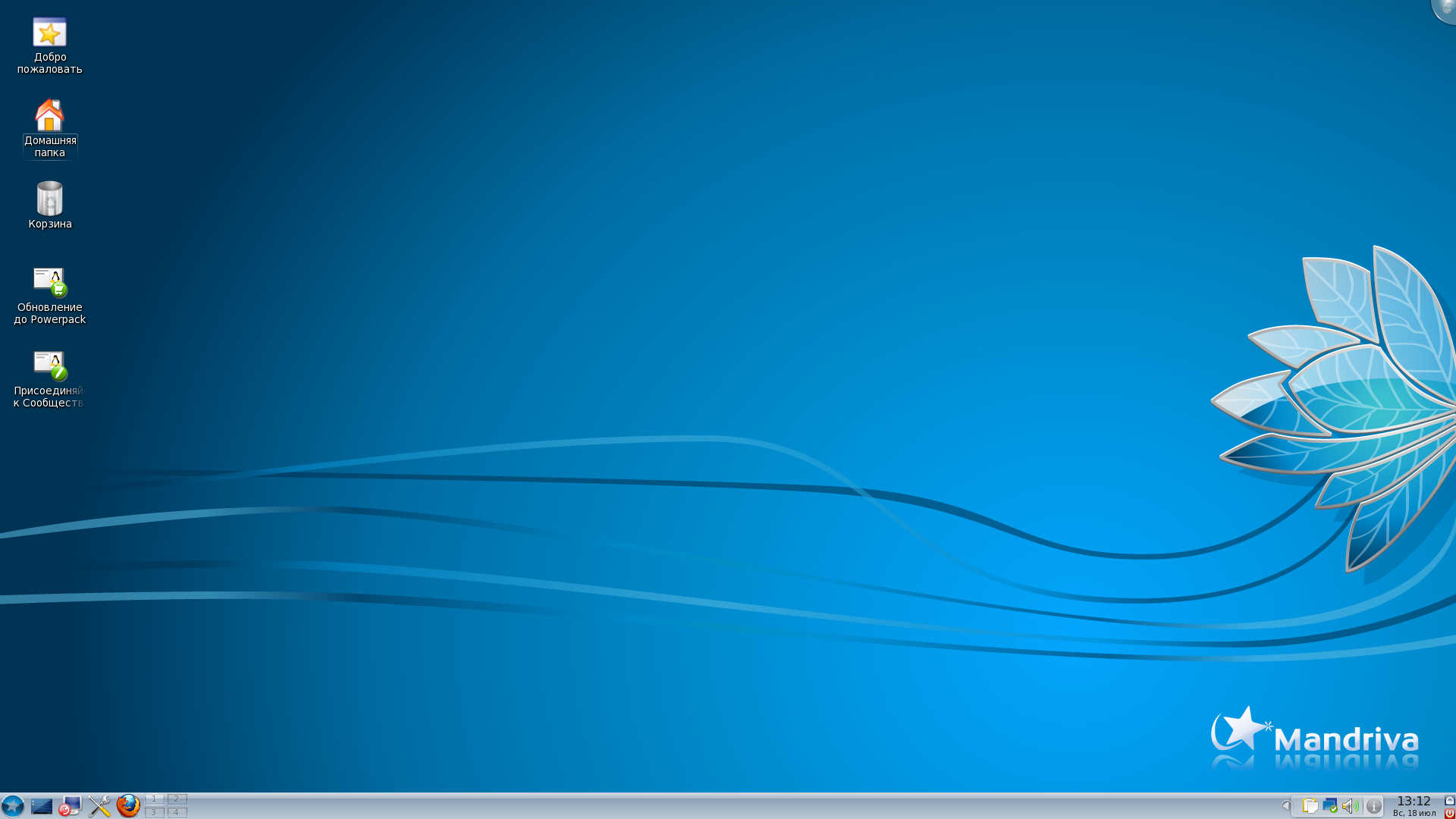
Mandriva Linux 2010.1 (2010 Spring)
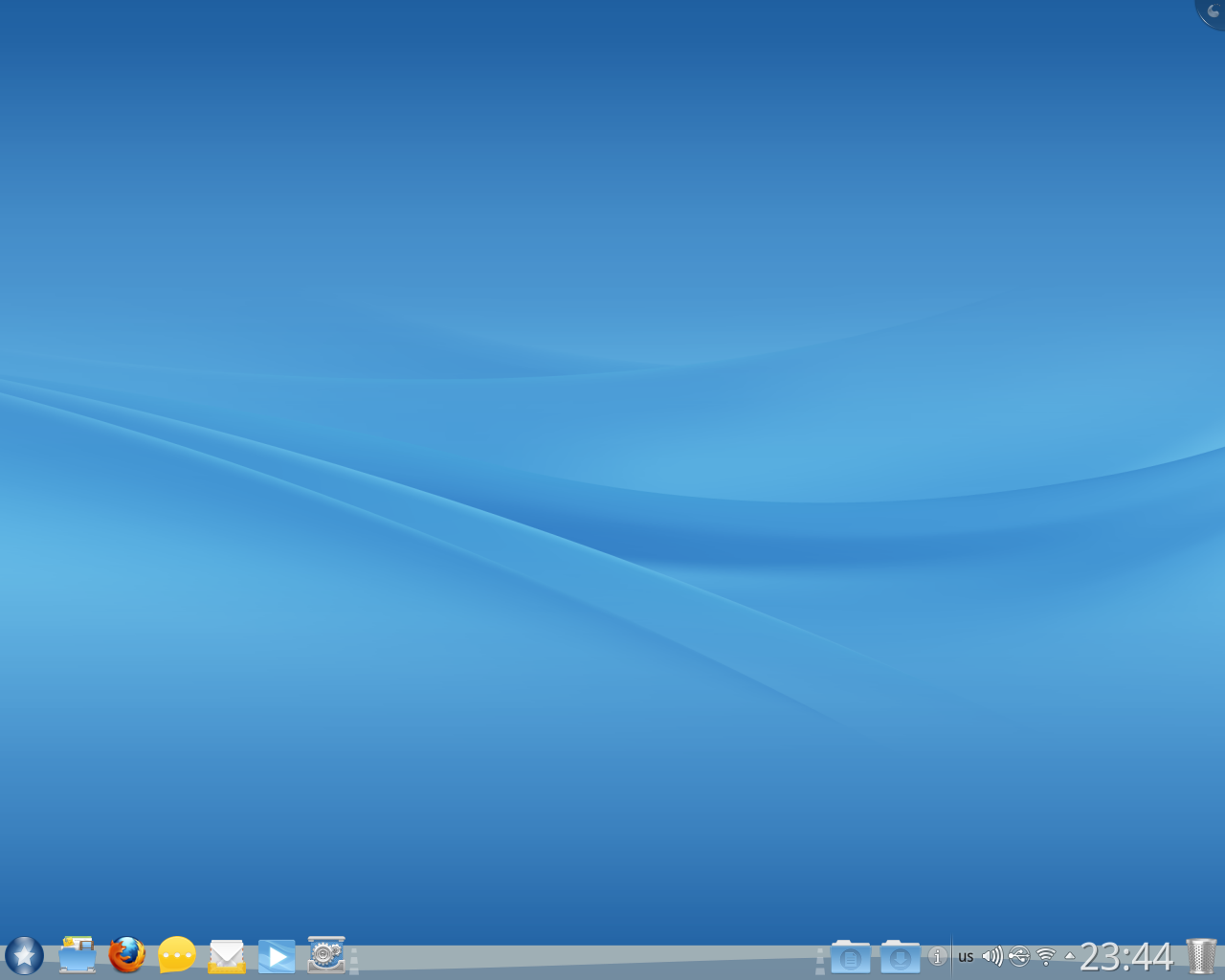
Mandriva Linux 2011.0